# 카우스 보레알리스
카우스 보레알리스(Kaus Borealis) 또는 궁수자리 람다(λ Sgr)는 남반구 하늘 궁수자리 방향에 있는 항성이다. 이 별은 별자리에서 궁수의 활 제일 윗부분을 차지한다.

## 특징
카우스 보레알리스의 겉보기등급은 +2.82로 별자리에서 상위권의 밝기를 보이는 항성이며 보틀 밤하늘 척도에 따르면 맨눈으로 쉽게 볼 수 있다. 시차 자료에 따르면 태양에서 78.2 광년 (24 파섹) 떨어져 있다. 이 별은 황도로부터 2.1 도 남쪽에 있어서 종종 달이 앞을 지나가며 흔치 않게 행성이 별을 가릴 때도 있다.
이 별은 분광형 K0 IV로 준거성에 속한다. 질량은 태양의 2.6 배이다. 분광기로 측정한 이 별의 각지름은 주연감광 효과를 제거하여 정정하면 4.24 ± 0.05 mas이다. 별까지의 거리로부터 이 별의 반지름은 태양의 약 11 배임을 알 수 있다. 카우스 보레알리스의 확장된 외포층은 유효온도 4770 켈빈에서 에너지를 복사하여 차가운 K형 거성의 특징인 오렌지색으로 항성이 빛나 보이게 만든다. 자전 속도는 그리 빠르지 않아서 초당 3.81 킬로미터로 측정된다.

## 명명법
궁수자리 람다(λ Sgr)는 이 항성을 바이어 명명법으로 부른 이름이다.
고유 명칭 카우스 보레알리스(Kaus Borealis)는 아랍어로 '활'을 뜻하는 قوس ('카우스')와 라틴어로 '북쪽'을 의미하는 boreālis ('보레알리스')의 합성어이다. 2016년 국제천문연맹(IAU)은 항성들의 고유 명칭을 정리하고 표준화할 목적으로 항성명칭 워킹 그룹(WGSN)을 결성했다. WGSN은 2016년 7월 첫 번째 목록 고시에서 이 별의 이름을 Kaus Borealis 로 공식 등재했다.
카우스 보레알리스는 궁수자리 감마, 델타, 엡실론, 제타, 시그마, 타우, 피와 함께 찻주전자 별자리를 구성한다.
이 별은 《알 악사시 알 무아케트 성표》에서 Rai al Naaim (랄 알 나아임)으로 표기되어 있는데 라틴어로 Pastor Struthionum으로 번역되었고 그 뜻은 '타조들을 사육하는 자'이다.
16세기 천문학자 알 티지니는 이 별을 라이 알 나아임(ألراع ٱلنعم)으로 표기했다. 그 뜻은 '나암스(타조)를 지키는 자'로, '알 나암 알 와리드'(النعم الوارد, '나가는 타조들')과 '알 나암 알 사디라'(النعم السادرة, '돌아오는 타조들')를 관리하는 존재이다.
중화권에서 카우스 보레알리스는 두수에 속해 있다. 두수는 카우스 보레알리스 외에 궁수자리 람다, 피, 뮤, 시그마, 타우, 제타로 이루어져 있다. 이들 중 두수 하나만을 일컫는 이름은 두수2(斗宿二)이다.